# Каминский, Генрих
Генрих Каминский (нем. Heinrich Kaminski; 4 июля 1886, Тинген — 21 июня 1946, Рид, ныне в составе города Кохель-ам-Зее) — немецкий композитор.

## Биография
Сын священника Пауля Каминского, участника становления старокатолической церкви в Баварии. Учился в старокатолическом интернате, затем изучал философию и государствоведение в Гейдельбергском университете. В дальнейшем, однако, почувствовал желание посвятить себя музыке, в Гейдельберге начал брать уроки у Филиппа Вольфрума. В 1909-1914 годах учился в Берлине в Консерватории Штерна у Павла Юона, Вильгельма Клатте и Хуго Кауна (композиция), а также у Северина Айзенбергера (фортепиано).
По окончании учёбы вернулся в Верхнюю Баварию, преподавал фортепиано в городке Бенедиктбойерн — первой его ученицей была жена художника Франца Марка; дружба связывала Каминского также с Эмилем Нольде. Затем Каминский вернулся в Берлин и в 1918-1933 годах вёл класс композиции; из его учеников наиболее известны Карл Орф и Рейнхард Шварц-Шиллинг. Затем, однако, контракт с Каминским не был возобновлён по политическим мотивам, а с приходом к власти нацистов его произведения подверглись запрету как сочинения полуеврея. В годы Второй мировой войны умерли или погибли трое его детей, однако композитор продолжал работать до конца жизни, завершив в 1945 году оперу «Игра короля Афелия» (нем. Das Spiel vom König Aphelius; поставлена в 1951 году).
Многие произведения Каминского связаны с церковной традицией, тяготеют к полифонии, отчасти к неоклассицизму («Музыка для двух скрипок и клавесина», 1931). Каминский интересовался теософией, синтезом различных религиозных и философских взглядов; один из его мотетов, «Земля» (нем. Die Erde; 1929), написан на текст Заратустры.